# Vlag van Schoonebeek

Vlag van Schoonebeek (1954-1998)

De vlag van Schoonebeek werd op werd op 24 september 1954 bij raadsbesluit vastgesteld als de gemeentelijke vlag van de Drentse gemeente Schoonebeek. De vlag kan als volgt worden beschreven:
Geel van kleur. Op de helft van de hoogte een blauwe baan, hoog drie dertiende van de totale hoogte van de vlag. Op vijf negentiende van de lengte van de vlag, gemeten vanaf de broekzijde, is over alles heen een rode adelaar geplaatst.
De vlag is een vereenvoudigde weergave van het wapen van Schoonebeek.
In 1998 ging de gemeente op in de gemeente Emmen, waarbij de gemeentevlag kwam te vervallen.

## Verwant symbool

Wapen van Schoonebeek

Anloo 
· Beilen 
· Borger 
· Dalen 
· Diever 
· Dwingeloo 
· Eelde 
· Gasselte 
· Gieten 
· Havelte 
· Nijeveen 
· Norg 
· Odoorn 
· Oosterhesselen 
· Peize 
· Roden 
· Rolde 
· Ruinen 
· Ruinerwold 
· Schoonebeek 
· Sleen 
· Smilde 
· Vledder 
· Vries 
· Westerbork 
· de Wijk 
· Zuidlaren 
· Zuidwolde 
· Zweeloo